# Torrent dels Plans (Solsonès)
El Torrent dels Plans (que a la contrada també és conegut amb el nom de Torrent Pedregós) és un afluent per la dreta del Cardener a la Vall de Lord.

## Descripció
De direcció predominant cap a les 4 del rellotge, s'escola pel vessant sud-oriental d'Els Orriets, cim de l'extrem oriental de la Serra de Querol, al massís del Port del Comte.
Neix al municipi de La Coma i la Pedra a 1.383 msnm, a l'extrem inferior d'una tartera que li fa de con de dejecció. Uns 1.500 metres més avall, a 938 msnm, entra al terme municipal de Sant Llorenç de Morunys. Uns centenars de metres després travessa la carretera LV-4012 de Sant Llorenç a La Coma poc abans del Camping Morunys a 900 msnm. Uns 700 m després de travessar l'esmentada carretera entra al terme municipal de Guixers i pocs metres més avall, a 826 msnm, rep per la seva dreta el Torrent del Pou. Tot seguit travessa el camí que des del Molí del Monegal mena cap al camping Morunys i 150 metres després aboca les seves aigües al Cardener a 812 msnm i poc abans que aquest entri a l'embassament de la Llosa del Cavall.
Segons el mapa de l'Institut Cartogràfic de Catalunya al tram comprès entre la carretera LV-4012 i la seva desembocadura al Cardener rep el nom d'El Rierol per bé que a la contrada aquest topònim és desconegut.

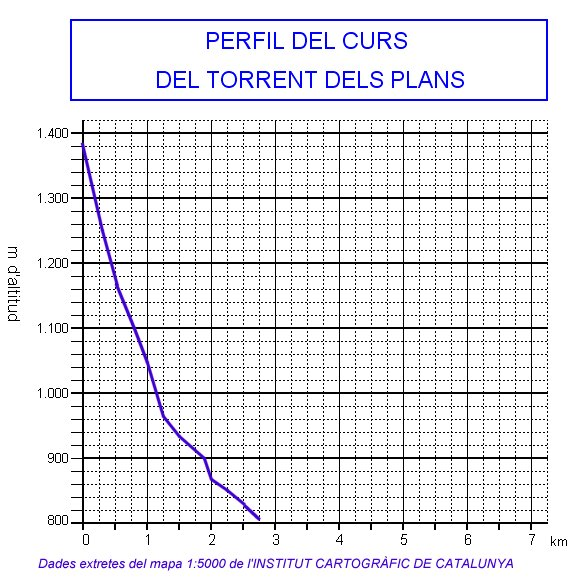
El perfil del curs del torrent dels Plans

## Termes municipals que travessa
Des del seu naixement, el Torrent dels Plans passa successivament pels següents termes municipals.
|                                                        | Longitud (en m.) | % del recorregut |
| ------------------------------------------------------ | ---------------- | ---------------- |
| Per l'interior del municipi de La Coma i la Pedra      | 1.469            | 53,4%            |
| Per l'interior del municipi de Sant Llorenç de Morunys | 870              | 31,6%            |
| Per l'interior del municipi de Guixers                 | 413              | 15,0%            |

## Xarxa hidrogràfica
La xarxa hidrogràfica del Torrent dels Plans està integrada per un total de 10 cursos fluvials dels quals 6 són subsidiaris de 1r nivell de subsisiaritat i 3 ho són de 2n nivell.
La totalitat de la xarxa suma una longitud d'11.825 m.